# Amtsgericht Weidenberg
Das Amtsgericht Weidenberg war ein von 1879 bis 1931 bestehendes bayerisches Gericht der ordentlichen Gerichtsbarkeit mit Sitz im oberfränkischen Weidenberg.
Anlässlich der Einführung des Gerichtsverfassungsgesetzes am 1. Oktober 1879 kam es zur Errichtung eines Amtsgerichts in Weidenberg, dessen Sprengel aus dem vorherigen Landgerichtsbezirk Weidenberg gebildet wurde und somit die damaligen Gemeinden Birk, Döhlau, Fischbach, Görschnitz, Kirchenlaibach, Kirchenpingarten, Lankendorf, Lienlas, Mengersreuth, Nairitz, Neubau, Oberwarmensteinach, Reislas, Seybothenreuth, Sophienthal, Tressau, Untersteinach, Warmensteinach, Weidenberg und Windischenlaibach umfasste. Nächsthöhere Instanz war das Landgericht Bayreuth.
Mit Wirkung vom 1. März 1931 wurde das Amtsgericht Weidenberg aufgehoben und dessen Bezirk mit dem Bezirk des Amtsgerichts Bayreuth vereinigt.